# Klypetjärnen
Klypetjärnen är en sjö i Vänersborgs kommun i Dalsland och ingår i Göta älvs huvudavrinningsområde.